# Světlá pod Ještědem
Světlá pod Ještědem är en ort i Tjeckien. Den ligger i den norra delen av landet, 80 km nordost om huvudstaden Prag. Světlá pod Ještědem ligger 531 meter över havet och antalet invånare är 835.
Terrängen runt Světlá pod Ještědem är kuperad åt nordost, men åt sydväst är den platt.Runt Světlá pod Ještědem är det ganska tätbefolkat, med 56 invånare per kvadratkilometer. Närmaste större samhälle är Liberec, 7,9 km nordost om Světlá pod Ještědem. Omgivningarna runt Světlá pod Ještědem är en mosaik av jordbruksmark och naturlig växtlighet.